# Шаштин-Страже
Шаштин-Страже (слч. Šaštín-Stráže, мађ. Sasvár-Morvaőr) град је у Словачкој, који се налази у оквиру Трнавског краја, где је у саставу округа Сењица.
Шаштин-Страже је у Словачкој познат по Богородичном манастиру, који је важно место ходочашћа у држави.

## Географија
Шаштин-Страже је смештен у крајње западном делу државе, близу државне границе са Чешком - 12 км западно од града. Главни град државе, Братислава, налази се 75 километара јужно од града.
Рељеф: Шаштин-Страже се развио у словачком делу Панонске низије, у њеном северозападу. Подручје око града је бреговито, на приближно 250 метара надморске висине.
Клима: Клима у Шаштин-Стражи је умерено континентална.
Воде: Шаштин-Страже се налази на реци Мијави.

## Историја
Град Шаштин-Страже је један од најмлађих у Словачкој, будући да је настао 2001. године добијањем градских права. Пре тога је данашње насеље настало 1961. године спајањем два дотад независна села.
Људска насеља на овом простору везују се још за време праисторије. Насеља се први пут спомињу 1218. године.
Крајем 1918. Шаштин и Страже су постали део новоосноване Чехословачке. У време комунизма дошло је до индустријализације, па и до осетног повећања становништва. Данашње насеље настало 1961. године спајањем два дотад независна села. После осамостаљења Словачке град је постао њено општинско средиште, али је дошло до привредних тешкоћа у време транзиције.

## Становништво
| Година:    | 1994. | 2004.   | 2014.   | 2024.   |
| ---------- | ----- | ------- | ------- | ------- |
| Број људи: | 4824  | 5039    | 5140    | 4851    |
| Разлика:   |       | +4,45 % | +2,00 % | -5,62 % |

| Година:    | 2023. | 2024.   |
| ---------- | ----- | ------- |
| Број људи: | 4883  | 4851    |
| Разлика:   |       | -0,65 % |

Данас Шаштин-Страже има око 5.000 становника и последњих година број становника стагнира.
Етнички састав: По попису из 2001. састав је следећи:
- Словаци - 95,4%,
- Роми - 2,0%,
- Чеси - 1,5%,
- остали.

Верски састав: По попису из 2001. састав је следећи:
- римокатолици - 88,5%,
- атеисти - 7,3%,
- лутерани - 1,3%,
- остали.

## Галерија
- Богородичин манастир - место ходочашћа
- Средиште Шаштин-Стража
- Тзв. „готска црква“